# Maclaren (rivière)
Pour les articles homonymes, voir MacLaren.
La rivière Maclaren est un cours d'eau d'Alaska, aux États-Unis situé dans le borough de Matanuska-Susitna. C'est un affluent de la Rivière Susitna.

## Description
Longue de 55 milles (89 km), elle prend sa source dans le glacier Maclaren, dans les montagnes Clearwater et coule en direction du sud-ouest pour se jeter dans la rivière Susitna à 16 milles (26 km) au nord-est de son confluent avec la rivière Oshetna.
Son nom local a été référencé en 1951 par l'United States Geological Survey.

## Sources
- (en) « Maclaren (rivière) », Geographic Names Information System